# Оборонительный рубеж

Оборонительные рубежи вермахта (зелёный цвет) во время боевых действий с 19 ноября по 24 декабря 1942 года, Операция Уран, ВС СССР.

Оборонительный рубеж (рубеж обороны) — определённый командованием рубеж (позиция, объект) на местности (территории) для успешной обороны от противника, удобный для ведения военных (боевых) действий в течение необходимого времени, а также полоса (участок, объект) местности, занятая или подготовленная в инженерном отношении к занятию войсками для ведения оборонительных военных (боевых) действий с целью упорным сопротивлением разбить или связать наступление превосходящих сил противника меньшими силами на данном направлении, с тем чтобы обеспечить свободу действий своим войскам на других направлениях или на том же направлении, но в другое время.
Оборонительный рубеж разделяется на участки. Оборудуется позициями на определённую глубину и узлами обороны (опорными пунктами) и занимается войсками.
Пример: Ржевско-Вяземский оборонительный рубеж — комплекс полевых и долговременных оборонительных сооружений и инженерных заграждений, был построен в 250—300 километрах западнее столицы СССР — Москвы, в июле — сентябре 1941 года, в тылу 1-го оперативного эшелона войск Западного фронта РККА по линии Ржев — Вязьма — Киров, для защиты от войск Третьего рейха.

## Виды
Следует сказать, что приграничный оборонительный рубеж проходил от Балтийского моря до границы с Западным особым военным округом и имел протяжённость около 350 км. К первой очереди строительства на этом рубеже относилось строительство 160 батальонных районов, в системе которых создавалось до 2000 бетонных долговременных сооружений и более сотни километров противотанковых препятствий. Кроме того, долговременные сооружения должны были строиться на о-вах Эзель и Даго, где основные работы велись силами Краснознамённого Балтийского флота.— В. Ф. Зотов, Инженерное обеспечение боевых действий фронта.

### По масштабам
По масштабам различают:
- стратегический[4]
- оперативный
- тактический

### По формированиям
По формированиям различают:
- фронтовой — полоса местности в глубине обороны фронта, оборудованная в инженерном отношении и предназначенная для воспрещения дальнейшего продвижения вклинившихся группировок войск противника, прорвавшего оперативную зону обороны, и обеспечения развёртывания войск, наносящих контрудар.
- армейский — полоса местности в глубине обороны армии, оборудованная в инженерном отношении и предназначенная для воспрещения дальнейшего продвижения вклинившихся группировок войск противника, прорвавшего тактическую зону обороны, и обеспечения развёртывания войск, наносящих контрудар.
- корпусной — полоса местности в глубине обороны корпуса, оборудованная в инженерном отношении и предназначенная для воспрещения дальнейшего продвижения вклинившихся группировок войск противника, прорвавшего тактическую зону обороны, и обеспечения развёртывания войск, наносящих контрудар.
- и так далее

### По расположению
По расположению различают:
- первый[1]
- второй[1]
- и так далее (в ходе штурма Берлина, советские войска преодолели 7 оборонительных рубежей)

### По времени
По времени различают:
- новый[5]
- старый

### По предназначению
По предназначению различают:
- передовой[6] или предполье — укреплённый рубеж обороны впереди главного (основного) рубежа обороны;
- главный[6] (основной) — предназначен для решающего отпора противнику, и получает наибольшее инженерное развитие и включает все основные силы и средства обороны от противника;
- вспомогательный (дополнительный) — предназначен для ограничения доступа в глубину обороны прорвавшихся подвижных формирований противника, их остановки (разгрома) и служить выгодным исходным рубежом для нанесения решительных контрударов из глубины обороны:
  - промежуточный — выгодный в оперативно-тактическом отношении рубеж, который может подготавливаться между полосами в оперативной глубине обороны. В зависимости от предназначения и характера местности на промежуточном оборонительном рубеже могут создаваться несколько полос обороны;
  - отсечный[1];
  - конечный[1];
- тыловой[6];
- прикрытия[6] — для обеспечения эвакуации больных, раненых и местного населения.